# Podolí (powiat Vsetín)
Podolí – gmina w Czechach, w powiecie Vsetín, w kraju zlińskim. Według danych z dnia 1 stycznia 2012 liczyła 250 mieszkańców.
Zobacz też:
- Podolí